# Mørkemose Bjerg
Mørkemose Bjerg är en kulle i 
Holbæks kommun på ön Själland i Danmark. Toppen på Mørkemose Bjerg är 105 meter över havet.
Kullen är den högsta punkten i närheten av Maglesø och från toppen kan man se ut över Odsherred.